# 小行星2558
小行星2558（2558 Viv）是一颗围绕太阳公转的小行星。1981年9月26日，諾曼·G·托馬斯在可可尼诺县发现了此天体。
該小行星以托馬斯的母親薇薇安·羅素·托馬斯（Vivian Russell Thomas）命名。
这颗小行星的绝对星等为282.1476055530111等。